# Astartehorn
Das Astartehorn ist ein pyramidenförmiger und etwa 1400 m hoher Berggipfel im östlichen Teil der antarktischen Alexander-I.-Insel. Er ragt am südlichen Ende eines Bergrückens mit nord-südlicher Ausrichtung auf, welcher vom Mount Umbriel ausgeht.
Kartiert wurde der Berg anhand von Trimetrogon-Luftaufnahmen der US-amerikanischen Ronne Antarctic Research Expedition (1947–1948) und Vermessungen des Falkland Islands Dependencies Survey zwischen 1948 und 1950. Das UK Antarctic Place-Names Committee benannte ihn in Anlehnung an die Benennung des Venus-Gletschers nach Astarte, der phoenizischen Liebesgöttin.